# Yuchengia
Yuchengia — рід грибів родини Polyporaceae. Назва вперше опублікована 2013 року.

## Класифікація
До роду Yuchengia відносять 1 вид:
- Yuchengia narymica